# Joan Cardona Tarrés
Joan Cardona Tarrés (Sant Hilari Sacalm, Selva, 15 de juny de 1958) és un professional de les arts gràfiques, alpinista, escalador, corredor i esquiador de muntanya català.
Ha estat membre de l'Escola Catalana d'Alta Muntanya (ECAM) i soci del Centre Excursionista de Banyoles. El 1995 es proclamà campió de Catalunya i d'Espanya d'esquí de muntanya. Posteriorment, esdevingué seleccionador de l'equip català d’aquesta especialitat. Com a esquiador de muntanya, té un llarg historial de triomfs, entre els quals destaquen les seves victòries a la 'Copa Internacional dels Pirineus' el 1990, o la cursa de l'Haut Atlas, el 2001. El 1998 començà a competir en curses de muntanya, el 1998 aconseguí un tercer lloc a la Marató de l'Everest, i el 1999 el segon lloc a la Marató Xtreme de l'Aneto. Formà part de les seleccions catalana i estatal de curses de muntanya, l'any 2000 es convertí en Campió del món de curses de muntanya per equips, i el 2001 Subcampió d’Espanya de maratons de muntanya. Com a alpinista ha participat en expedicions gironines als Andes (1982, 1983), el Kanchenjunga (1986), l'Aconcagua (1987), el Broad Peak (1988, 2007), el McKinley (1989), el Makalu (1991), el Cho Oyu (1993), l'Everest (1996, 2006), del qual feu el cim en la segona expedició, el Shisha Pangma (2000, 2002), en què assolí el cim també a la segona expedició, i el Gasherbrum II el 2005.